# Anna Ascani
Anna Ascani (Città di Castello, 17 ottobre 1987) è una politica italiana, dal 15 marzo 2013 deputata alla Camera per il Partito Democratico, di cui è stata vicepresidente dal 17 marzo 2019 al 12 marzo 2023, e dal 19 ottobre 2022 vicepresidente della Camera dei deputati.
È stata viceministra dell'istruzione, dell'università e della ricerca dal 16 settembre 2019 al 10 gennaio 2020 e, in seguito allo scorporo del Ministero dell'istruzione e del Ministero dell'università e della ricerca, viceministro dell'istruzione dal 10 gennaio 2020 al 13 febbraio 2021 nel governo Conte II, oltreché sottosegretaria di Stato al Ministero dello sviluppo economico dal 1º marzo 2021 al 19 ottobre 2022 nel governo Draghi.

## Biografia
Nata il 17 ottobre 1987 a Città di Castello, in provincia di Perugia, figlia di Maurizio Ascani, esponente locale della Democrazia Cristiana (DC) che, tra gli anni ottanta e novanta, ricoprì l'incarico di vicesindaco di Città di Castello in giunte comunali anomale, formate da DC e Partito Comunista Italiano.
Dopo aver conseguito il diploma di maturità al liceo classico "Plinio il Giovane" di Città di Castello con il massimo dei voti, consegue la laurea in filosofia presso l'Università degli Studi di Perugia nel 2009, e la laurea specialistica in scienze filosofiche presso l'Università degli Studi di Trento nel 2012 con una tesi sull'accountability, entrambe con 110 e lode.
Nel giugno 2024 ha conseguito il dottorato in Politics presso la LUISS Guido Carli.

## Attività politica

### Gli inizi
Appassionatasi alla politica e seguendo le orme del padre, alle elezioni comunali in Umbria del 2006 si candida al consiglio comunale della sua città natale con la lista civica "Centro Democratico", formata da giovani e donne a sostegno della sindaca uscente DS Fernanda Cecchini, risultando la più giovane candidata al comune a soli 18 anni.
Nel 2007 aderisce al Partito Democratico, e, in occasione delle primarie del PD del 14 ottobre, è stata la capolista in Umbria della lista a sostegno di Enrico Letta. L'anno successivo entra nella segreteria regionale di Maria Pia Bruscolotti.
Nel 2009 è eletta nell'Assemblea Regionale del PD nelle liste a sostegno di Lamberto Bottini, a sua volta nella mozione del vincitore delle primarie del PD in quell'anno Pier Luigi Bersani, e, ad inizio 2010, entra a far parte della sua segreteria.
Il 5 febbraio 2011 viene eletta portavoce regionale delle democratiche in Umbria e a novembre dello stesso anno organizza ad Orvieto il Primo Forum Nazionale delle Amministratrici.

### Elezione a deputata

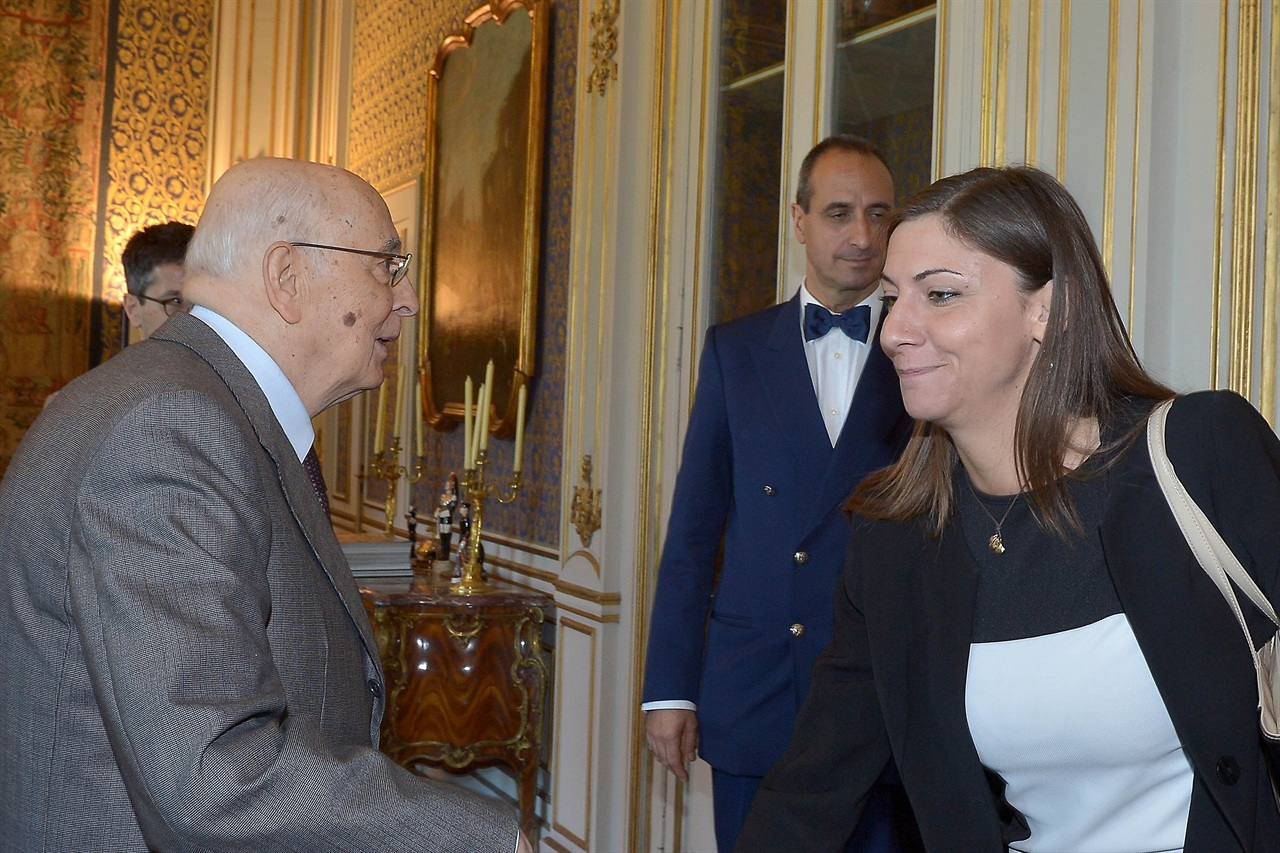
Ascani con il presidente della Repubblica Napolitano nel 2014.

Nel dicembre 2012 partecipa alle elezioni primarie "Parlamentarie” del PD indette per scegliere i candidati al Parlamento alla imminenti elezioni politiche, raccogliendo 5.463 preferenze, venendo candidata alla Camera dei deputati, tra le liste del PD nella circoscrizione Umbria in quarta posizione, venendo eletta deputata. Nella XVII legislatura della Repubblica è stata presidente dell'intergruppo parlamentare dei Giovani parlamentari, componente della 7ª Commissione Cultura, scienza e istruzione, della delegazione italiana presso l'Assemblea parlamentare del Consiglio d'Europa e della Commissione parlamentare d'inchiesta sul ivello di digitalizzazione delle pubbliche amministrazioni, oltre ad essere la più giovane deputata della legislatura con i suoi 25 anni e 4 mesi.
Fa parte del Women in Parliaments Global Forum. È stata promotrice del primo Forum Europeo dei Giovani Deputati, tenutosi a Bruxelles nel dicembre 2013. Ha pubblicato nel 2014 "Accountability. La virtù della politica democratica" presso Editrice Città Nuova.
A gennaio 2016, viene indicata da Forbes tra i trenta personaggi under 30 più influenti della politica europea, assieme al collega di partito Brando Benifei e al pentastellato Luigi Di Maio.
Nel luglio 2017, viene nominata Responsabile del Dipartimento Cultura del PD nella 2º segreteria "unitaria" di Renzi.
Alle elezioni politiche del 2018 viene ricandidata alla Camera, tra le liste del Partito Democratico nel collegio plurinominale Umbria - 01 come capolista, venendo rieletta deputata. Nel corso della XVIII legislatura ha fatto parte della 7ª Commissione Cultura, scienza e istruzione, dov'è stata capogruppo per il PD, della 3ª Commissione Affari esteri e comunitari e della 6ª Commissione Finanze.
A settembre 2018 è la sola partecipante italiana alla tavola rotonda di 11 leader emergenti, organizzata ad Amsterdam dalla Obama Foundation alla presenza dell'ex presidente degli Stati Uniti d’America Barack Obama.

### Elezioni primarie PD del 2019

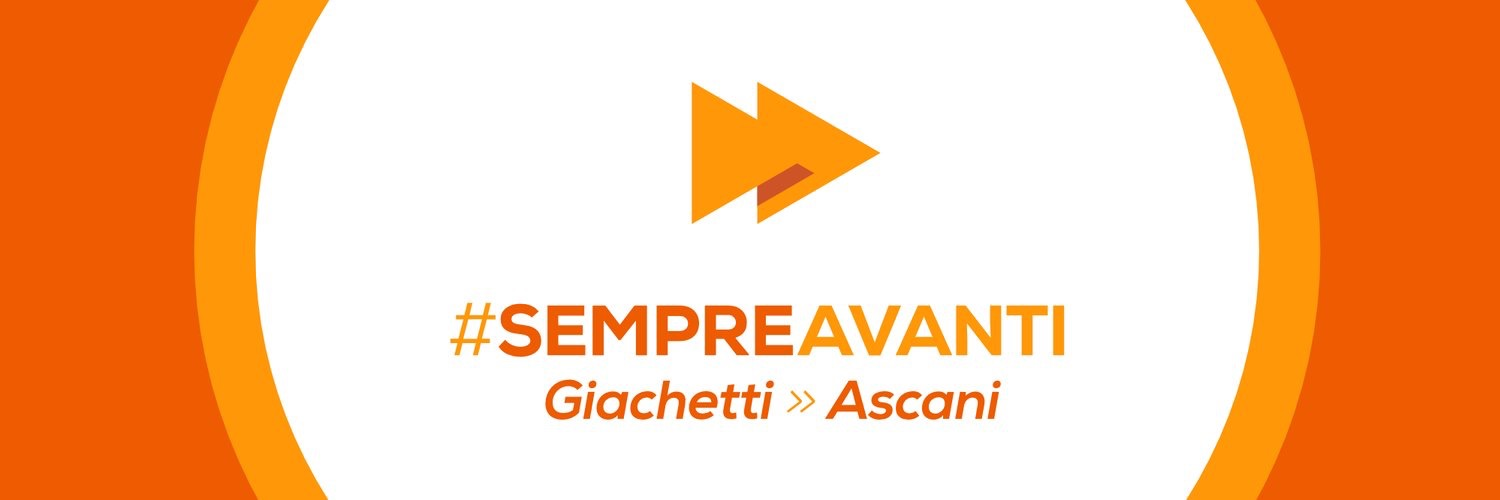
Logo della campagna elettorale di Ascani assieme a Giachetti per le primarie del 2019.

In vista delle primarie del PD del 2019, il 12 dicembre 2018 appoggia la mozione dell'ex radicale Roberto Giachetti, candidatosi in extremis per la sua segreteria nazionale, venendo designata dallo stesso Giachetti come candidata vicesegretaria del PD in caso di vittoria, per rivendicare l'attività dei governi Renzi e Gentiloni, sul rilancio dell'ala moderata e dell'attività riformatrice del partito, escludendo ogni tentativo di accordi con il Movimento 5 Stelle e con tutti i fuoriusciti di Liberi e Uguali (LeU).
Tuttavia vincerà le primarie Nicola Zingaretti, presidente della Regione Lazio con il 66% dei voti, mentre Giachetti arriva terzo dopo segretario uscente Maurizio Martina. Il 17 marzo 2019 viene successivamente eletta vicepresidente del Partito Democratico dall'Assemblea, in rappresentanza della minoranza sconfitta al Congresso. Nello stesso anno pubblica "Senza Maestri. Storie di una generazione fragile", presso Rubbettino Editore, con prefazione di Matteo Renzi.

### Viceministra e sottosegretaria
In seguito alla nascita del governo Conte II tra PD, Movimento 5 Stelle e LeU (per il quale era in predicato anche per un ruolo di Ministra), il 13 settembre 2019 viene nominata viceministra dell'istruzione, dell'università e della ricerca, con delega all’edilizia scolastica, e il 10 gennaio 2020 sottosegretaria di Stato per l'Istruzione, divenendo poi viceministro.
Con la nascita di Italia Viva, partito di stampo liberale e centrista fondato da Matteo Renzi, decide di non aderirvi e rimanere nel PD, nonostante indiscrezioni in tal senso. Successivamente riunisce i renziani che hanno sostenuto Giachetti alle primarie del 2019 e non hanno aderito ad Italia Viva nella corrente interna al PD "Energia democratica", di stampo liberale con l'obiettivo di rivitalizzare i principi fondativi del partito.
Il 25 febbraio 2021 diviene sottosegretario allo Sviluppo economico nel governo Draghi, e il 9 aprile le vengono conferite le deleghe sulle telecomunicazioni, il digitale, la banda ultralarga e il sistema cooperativo.
Con l'elezione di Enrico Letta a segretario del PD nel 2021, Ascani va a raggrupparsi nei cosiddetti "lettiani" per sostenerlo alla segreteria.

### Vicepresidente della Camera
Alle elezioni politiche anticipate del 2022 viene ricandidata alla Camera, per la lista elettorale Partito Democratico - Italia Democratica e Progressista come capolista nei collegi plurinominali Toscana - 01 e Umbria - 01, risultando rieletta nel secondo. Nella XIX legislatura è vicepresidente dell'ufficio di presidenza della Camera dei deputati, eletta il 19 ottobre 2022 con 138 voti, presidente del Comitato di vigilanza sull'attività di documentazione e componente della 4ª Commissione Difesa.
Alle primarie del PD del 2023 Ascani sostiene, assieme a Marco Meloni e i lettiani, la mozione di Stefano Bonaccini, presidente della Regione Emilia-Romagna dal 22 dicembre 2014, ma viene sconfitto dalla deputata del PD Elly Schlein. Successivamente fonda, assieme a Meloni e i lettiani, la corrente interna al PD dei "Ulivisti 4.0", noti anche come "neo-ulivisti".